# Provincia de Ankara
 Ankara es una de las 81 provincias en que está dividida Turquía, administrada por un gobernador designado por el Gobierno central. Su capital, la ciudad homónima, es al mismo tiempo la capital de la República turca.

## Geografía
Ubicación
La provincia, sin salida al mar, está situada en el centro de Anatolia, y limita con las provincias de Bolu, Çankırı, Eskişehir, Konya, Aksaray y Kırıkkale.

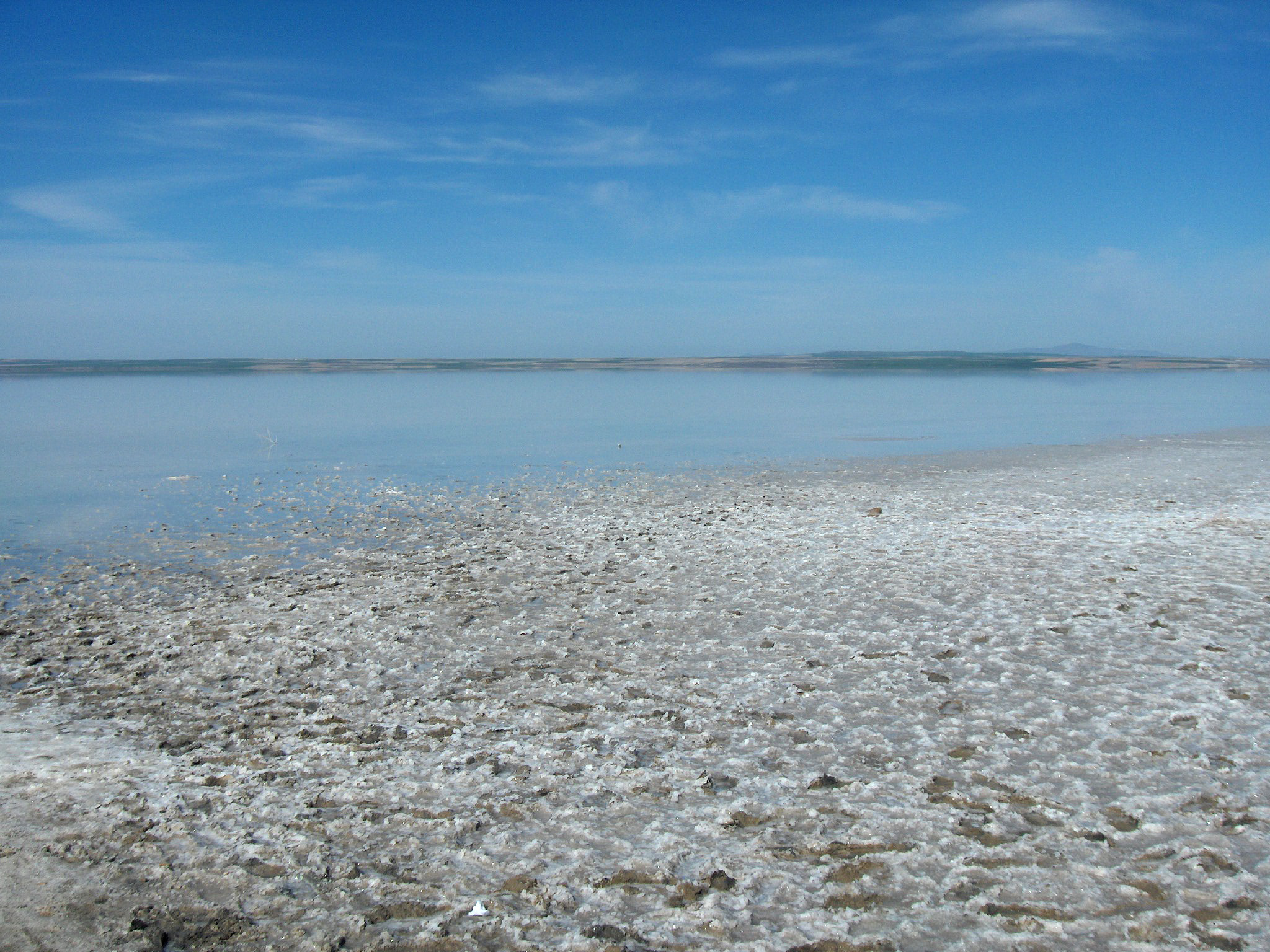
El lago Tuz se encuentra en el límite sureste de la provincia

| Noroeste: Provincia de Bolu   | Norte: Provincia de Bolu | Noreste: Provincia de Çankırı |
| Oeste: Provincia de Eskişehir |                          | Este: Provincia de Kırıkkale  |
| Suroeste: Provincia de Konya  | Sur: Provincia de Konya  | Sureste: Provincia de Aksaray |

## División político-administrativa
La provincia está dividida en los siguientes distritos (ilçeler): 
- Distritos que forman parte de la capital: Altındağ, Çankaya, Etimesgut, Gölbaşı, Keçiören, Mamak, Pusaklar, Sincan y Yenimahalle
- Otros distritos: Akyurt, Ayaş, Bala, Beypazarı, Çamlıdere, Çubuk, Elmadağ, Evren, Güdül, Haymana, Kahramankazan, Kalecik, Kızılcahamam, Nallıhan, Polatlı y Şereflikoçhisar.

## Distritos
Los distritos (en turco ilçeler) y su población al 31 de diciembre de 2020:
- Ankara (ciudad): 5 067 565
  - Altındağ: 396 165
  - Çankaya: 925 828
  - Etimesgut: 595 305
  - Gölbaşı: 140 649
  - Keçiören: 938 568
  - Mamak: 669 465
  - Pusaklar: 157 082
  - Sincan:  549 108
  - Yenimahalle: 695 395
- Akyurt: 37 456
- Ayaş: 13 686
- Bala: 25 780
- Beypazarı: 48 732
- Çamlıdere: 8 883
- Çubuk: 91 142
- Elmadağ: 45.122
- Evren: 3 045
- Güdül: 8 438
- Haymana: 28 922
- Kahramankazan: 56 736
- Kalecik: 12 941
- Kızılcahamam: 27 507
- Nallıhan: 27 434
- Polatlı: 126 623
- Şereflikoçhisar: 33 310